# Rhypholophus oregonicus oregonicus
Rhypholophus oregonicus là một phân loài ruồi của loài Rhypholophus oregonicus trong họ Limoniidae. Chúng phân bố ở miền Tân bắc.